# Рожевий податок

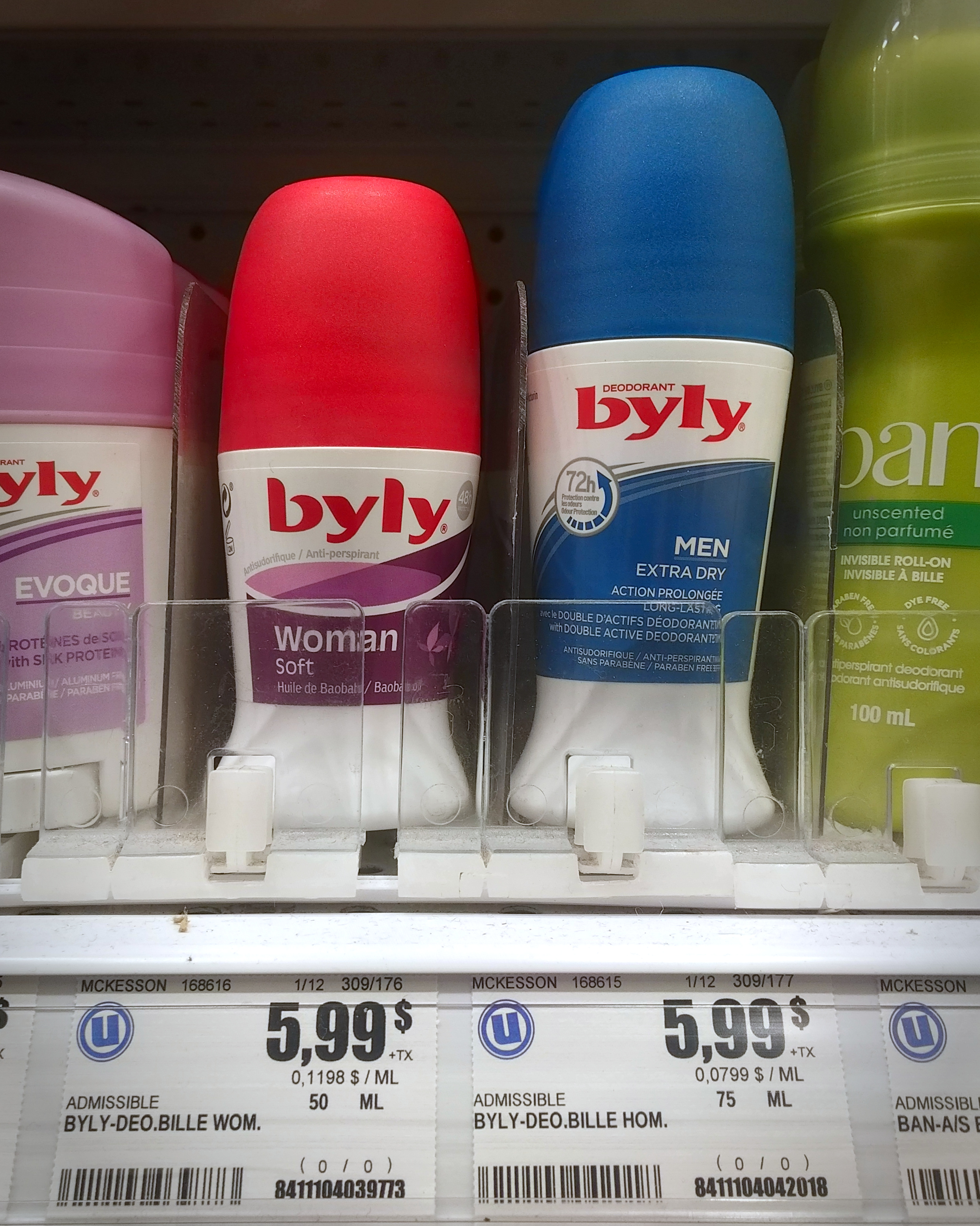
Різниця в ціні жіночих дезодорантів Byly (50 мл) і чоловічих (75 мл). Обидва продаються за 5,99 канадських доларів в Uniprix у Квебеку, Канада, хоча й мають різницю у 25 мл.

Рожевий податок — тенденція того, що продукти, які продаються спеціально для жінок, є дорожчими, ніж ті, що продаються для чоловіків. Це явище часто пояснюють ціновою дискримінацією за статтю. Рожевий податок може не бути фактичним податком, за винятком випадків різних імпортних тарифів на жіночий одяг. Назва походить від спостереження, що багато з продуктів, які створюються для жінок, мають рожевий колір.

## Підґрунтя
У 2015 році Департамент у справах споживачів міста Нью-Йорк дослідив вартість товарів для жінок і зробив висновок, що такі товари зазвичай дорожчі, ніж чоловічі без обґрунтованої причини.
Був зроблений висновок, що продукти, призначені для жінок, коштують в середньому на 7 % дорожче, ніж продукти, призначені для чоловіків. Ця розбіжність стосується, зокрема, одягу, іграшок і товарів для здоров'я:
- У секторі іграшок товари для дівчаток коштували в середньому на 7 % дорожче, ніж іграшки для хлопчиків. Паралельне порівняння скутера Radio Flyer показало, що червоний коштував 24,99 дол., а рожевий, ідентичний у всьому, крім кольору — 49 дол.
- Дитячий одяг для дівчаток коштував на 4 % дорожче одягу для хлопчиків. Жіночий одяг був на 8 % дорожчим за чоловічий.

Найбільша розбіжність спостерігалася у товарах особистої гігієни, де жіночі товари коштували на 13 % дорожче чоловічих. Засоби для волосся були дорожчими на 48 %.

## Міжнародна розповсюдженість
Іншими країнами, де були проведені розслідування щодо рожевого податку, є Аргентина, Франція, Німеччина, Велика Британія, Австралія та Італія.
У Великій Британії жінки та дівчата платили в середньому на 37 % більше за іграшки, косметику та одяг, ніж чоловіки. Британки також стикаються з рожевим податком на шкільну форму. Шкільна форма для дівчат на 12 % дорожча, ніж для хлопчиків. Це стосується як дітей молодшого, так і середнього шкільного віку.
У Сінгапурі газета The Sunday Times перевірила десять компаній і з'ясувала, що жінки платять більше за деякі товари та послуги, як-от хімчистка та бритви, які пропонує приблизно половина охоплених компаній. Крім того, жінки в Сінгапурі повинні платити більше внесків за «Careshield Life» — національну схему страхування довгострокового догляду, запроваджену урядом.
Аргентинські жінки платять на 12 % більше, ніж чоловіки, за однакові товари. У 2021 році розрив становив 11 % і зріс наступного 2022 року.